# Črni žolč
Črni žolč je eden od štirih telesnih sokov (poleg krvi, sluzi in rumenega žolča) v grško-rimski humoralni medicini. Opisovali so ga kot goste ostanke fermentacije v jetrih, ki po vranični veni dotekajo v vranico, ta jih predela, neuporabne ostanke pa izloči v želodec skozi kratke želodčne vene. Črni žolč naj bi prevladoval pri melanholičnem temperamentu; v starogrškem jeziku so črni žolč imenovali melan chole.
V humoralni medicini je črni žolč veljal za tisti telesni sok, ki je najbolj podvržen prekomerni prisotnosti v telesu in kvarnim vplivom na zdravje. Njegovo preobilje so pripisovali različnim okolijskim (jesensko hladno in suho vreme), prehranskim (hladna hrana in pijača, stradanje, neredno prehranjevanje itd.), higienskim vzrokom in vzrokom življenjskega sloga (ponočevanje, prekomerna izpostavljenost stresu ali prepogosto predajanje spolnosti ...).  Prekomerna prisotnost črnega žolča v telesu naj bi se kazala v obliki raznih bolezenskih znakov, kot so živčnost, tesnobnost, vrtoglavica, nespečnost, slaba prekrvljenost telesa, motnje apetita ...